# ペプシ海軍

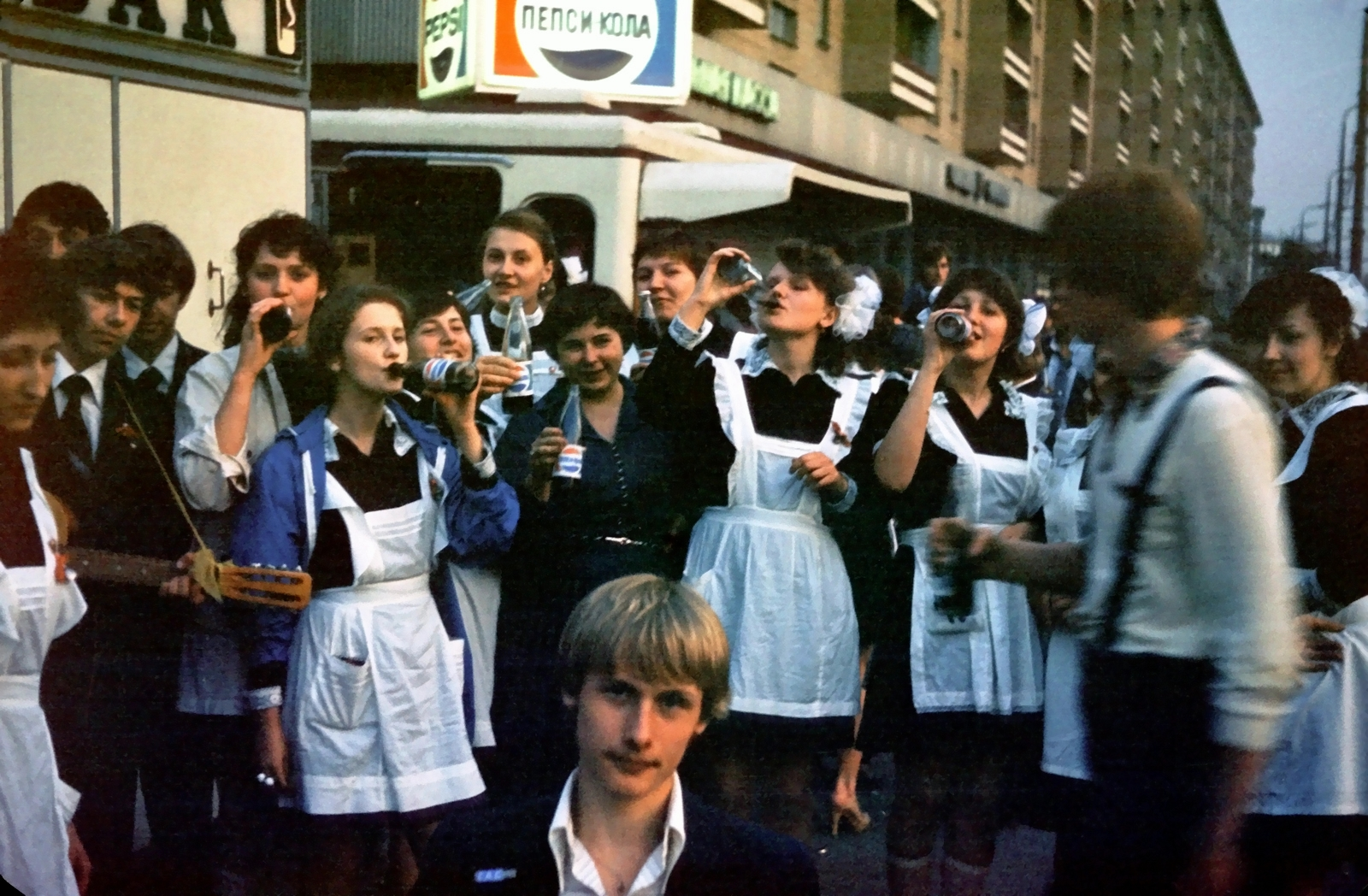
ペプシコーラを飲む第856学校の卒業生たち。モスクワ、1981年。

ペプシ海軍（ペプシかいぐん、英語: Pepsi navy）とは、1989年、ペプシコ社がペプシコーラの濃縮液をソビエト連邦へ輸出した際、その対価として同国政府から引き渡しを受けた20隻の軍艦の俗称である。

## 前史

ソ連で販売されていたペプシコーラのラベル。

1957年10月4日、ソ連は世界初の人工衛星スプートニク1号の打ち上げに成功した。宇宙開発競争で先を越されたことで傷ついた威信を取り戻すべく、1959年、ドワイト・D・アイゼンハワー米大統領は、ソ連で資本主義の利点とアメリカの文化をアピールすることを計画した。ソ連も文化交流プログラムには同意し、同年夏、ニューヨークでソ連の文化を紹介する博覧会が開かれた後、7月にモスクワ・ソコーリニキ公園でアメリカ国家博覧会が開催され、ペプシコはスポンサーの一角を占めた。ペプシコの取締役兼海外部門責任者であり、リチャード・ニクソン副大統領（当時）の友人であったドナルド・ケンダルは、開幕前日の夜、米国大使館でニクソンと面会し、当日はペプシコーラの原液をアメリカの水で割ったものとソ連の水で割ったものの飲み比べをニキータ・フルシチョフ第一書記に提案するように頼んだ。当日、ニクソンとフルシチョフは、ともに会場を見て回る途中、資本主義と共産主義のどちらが優れているかについて白熱した議論を行った。雰囲気を和らげるべく、ニクソンはフルシチョフをペプシコのブースへ誘導し、そこでケンダルはフルシチョフに2杯の冷えたコーラを差し出した。ソ連の指導者がアメリカの飲み物を飲む様子は世界中に報道され、ペプシコに大きな宣伝効果をもたらした。
その後ニクソンは大統領となり、ケンダルは1965年にペプシコCEOに就任し、1971年には取締役会長を兼ねた。ニクソンはデタント政策の一環としてソ連との経済上の関係強化を望み、かたやケンダルはライバルのコカ・コーラ社も未だ進出していないソ連という巨大市場を狙っていた。このような情勢の下、1972年、商務省の使節団の団長として訪ソしたケンダルとレオニード・ブレジネフ書記長の間でペプシコにソ連国内で独占的な権利を与える契約が締結され、原液や設備の搬入が始まった。1974年にはノヴォロシースクに最初の工場が開業し、1982年までに8か所、1985年までに16か所に増加した。これらの工場では、アメリカから仕入れた原液を現地の水で希釈し、炭酸ガスを吹き込み、瓶に詰めて出荷した。ペプシコーラはソ連で初めて一般に販売された西側の製品となった。
ソ連は外貨準備を温存する方針を取っており、ルーブルも国外持ち出しや両替が禁止されていてソ連国外では無価値だったため、現金での決済ができなかった。その代わりに、ペプシコはペプシコーラ原液に対して同量のソ連産ウォッカ・ストリチナヤを物々交換で受け取り、アメリカ国内で独占的に販売する権利を得た。1973年には全米で3万ケース、1980年には100万ケース以上のストリチナヤが販売された。

## 取引
1980年代末、ペプシとストリチナヤを交換するという当初の契約の満了が近づいていた。ソ連におけるペプシの需要は引き続き高かった一方で、1979年のソ連のアフガニスタン侵攻開始や1983年の大韓航空機撃墜事件以降、米国内でソ連に関する文物のボイコット運動が行われ、ストリチナヤもその対象となった。このため、契約はペプシコにとって割に合わなくなっていた。
1989年5月、ペプシコはコーラ濃縮液と引き換えに、ソ連からディーゼル駆動潜水艦(ウィスキー型潜水艦)17隻、巡洋艦、フリゲート、駆逐艦各1隻の合計20隻の軍艦と、数隻の新造の石油タンカーを入手した。これによってペプシコは民間企業でありながら世界で6番目に大きな海軍を保有することとなったという逸話が語られることが多いものの、これは正確ではない。1989 - 90年版ジェーン海軍年鑑によれば、17隻という潜水艦の数は世界で7番目に大きな潜水艦隊を保有していたインドと等しかった。しかし、水上艦を考慮に含めると、世界トップ25にも届かない規模であった。また、この取引においてペプシコはこれらの軍艦の解体業者への仲介者に過ぎなかった。さらに、これらの軍艦はいずれも旧式で整備もされておらず、1隻を除いて航海に耐えない (unseaworthy) 状態であった。
これらの軍艦はケンダルの知人が経営していたノルウェーの造船所に送られ、直ちに解体されスクラップとされた。潜水艦は屑鉄として1隻あたり約5万米ドルの価値と評価され、3隻の水上艦と合わせて100万ドル近い金額となった。タンカーは、ノルウェー企業と共同で設立したジョイントベンチャーによって売却またはリースされた。
西側諸国のタカ派はソ連海軍の若返りを促進するとしてこの種の取引を歓迎せず、アメリカ政府は不快感を表明した。しかしケンダルはジョージ・H・W・ブッシュ大統領の国家安全保障担当補佐官であったブレント・スコウクロフトに、「我々はあなたたちよりも速くソ連を武装解除している」（"We're disarming the Soviet Union faster than you are"）と冗談めかして反論した。
さらに翌1990年4月にはペプシコーラ原液を合計3億ドル相当の新造のタンカーや貨物船10隻と交換するという、ケンダル曰く「米ソ両国で合わせて30億ドル以上の売上をもたらす」契約が交わされた。こちらの商船も、売却またはリースされる予定だった。ソ連国内のボトリング工場を50か所まで増やす計画が持ち上がり、また当時ペプシコの傘下にあったピザハットもモスクワから進出を開始するなど、事業は好調だった。
しかし、ソ連崩壊によって状況は一変した。10隻の船舶は独立したウクライナの領内にあったが、同国政府は自分たちと改めて取引を行うことを要求し、引き渡しを拒否した。さらにコカ・コーラも進出して急速にシェアを奪い、ペプシコの独占は終わった。ケンダルはソ連が「廃業」したと嘆いたとされる。